# Pendlinghaus
Das Pendlinghaus (auch Kufsteiner Haus) ist eine private Berghütte in den Brandenberger Alpen.
Sie liegt auf einer Höhe von 1537 m ü. A. in unmittelbarer Nähe des Pendling-Gipfels. Talorte sind Langkampfen und Kufstein im Bezirk Kufstein. Das Pendlinghaus wurde 1909 erbaut und bietet eine lohnende Aussicht.

## Wege

### Zustieg
- Von Thiersee/Gasthof Schneeberg (gebührenpflichtiger Privat-Parkplatz) – Pendlingweg: 1½ h
- Von Langkampfen – Stimmersee – Dreibrunnenquelle – Kaltwasser: 2 h
- Von Schneeberg – Kala-Alm

### Gipfelbesteigungen
- Pendling (1563 m)
- Mittagskopf (1543 m)